# バレットストーム
『バレットストーム』（BULLETSTORM）は、2011年1月にEpic GamesとPeopleCanFlyが開発し、エレクトロニック・アーツが発売した、フルボッコ系FPSゲームソフト。ポーランドのワルシャワを拠点にするチーム、People Can Fly がゲームを開発した。
オリジナルストーリーはアメリカのコミック界で評価の高い一流作家リック・レメンダー（Rick Remender）の書き下ろしによるもので、500年後の未来を舞台としている。
ゲーム内容は比較的オーソドックスなFPSだが、近接攻撃のキック、敵や物を引き寄せるリーシュ、独創的かつハイレベルな方法でトドメを刺すことで経験値が得られる「スキルショット」システムなどの特徴がある。マルチプレイモードでは、4人のプレイヤーによる協力プレイが可能。
日本語版では同年2月24日に発売されている。パッケージ同梱コードに含まれる特典アイテムが存在している。国内版は残酷描写などが大幅に規制されている事に対して、否定的な反応もある。
2017年には、リマスター版となる「フルクリップエディション」が、PC、PS4、Xbox Oneで発売された。

## ストーリー
廃墟と化した夢の惑星ステージアに不時着し、生き残りか復讐かの選択に迫られる、グレイソン・ハント。
指揮官サラノの策略により、エリート暗殺者集団「デッド・エコー」を追われ、仲間と共に指揮官への無謀な復讐を誓う、
グレイソンは果たして生きてこの惑星から脱出することができるのか。

## 登場人物
グレイソン・ハント（Gray）
主人公。特殊部隊「デッド・エコー」の元メンバーと共に、多額の賞金を掛けられたお尋ね者として、宇宙船で宇宙を放浪する。
イシ・サトウ（Ishi）
「デッド・エコー」の元メンバーで、グレイの相棒。東洋人。
レル
「デッド・エコー」の元メンバーで、モヒカンヘアーの、屈強で粗野な戦士。
ドク
「デッド・エコー」の元メンバーで、グレイの宇宙船で医療を担当。片眼鏡をつけている。
サラノ将軍（General Sarrano）
グレイとイシを追い詰める、連合の軍人。戦艦ユリシーズに乗艦している。元「デッド・エコー」の指揮官。
トリシカ（Trishka）

## 小ネタ
- 回想シーンの都市には、プロミス、ほのぼのレイク、タマホームなど、日本の業者の看板が存在している。